# تشارلز يندلي
تشارلز يندلي هو نقابي ومترجم وسياسي سويدي، ولد في 14 أكتوبر 1865، وتوفي في 12 أكتوبر 1957. نشط حزبياً في حزب العمال الديمقراطي الاشتراكي السويدي. وقد انتخب عضو الغرفة الثانية ‏ عن دائرة دائرة بلدية ستوكهولم الانتخابية ‏ (1911 – 1911) وانتخب member of the First Chamber ‏ عن دائرة دائرة بلدية ستوكهولم الانتخابية ‏ (1912 – 1937).